# فصل برداشت: نور امید
فصل برداشت: نور امید (به انگلیسی: Harvest Moon: Light of Hope) یک بازی نقش‌آفرینی شبیه‌سازی مزرعه است که شرکت تابت برای کنسول‌های مختلف ساخته‌است. این بازی در تاریخ ۱۴ نوامبر ۲۰۱۷ برای رایانه‌های شخصی، در تاریخ ۲۹ مه ۲۰۱۸ برای پلی‌استیشن ۴ و سوئیچ، و در ۲۶ سپتامبر ۲۰۱۸ برای آی‌اواس و اندروید منتشر شد.

## شیوهٔ بازی
ماجرای این بازی در یک روستای بندری اتّفاق می‌افتد و هدف آن احیای فانوس دریایی روستا است. مانند اکثر بازی‌های مجموعهٔ فصل برداشت و داستان فصل‌ها، بازیکن قادر به کشاورزی و پرورش دام است. علاوه بر آن، بازیکن می‌تواند ازدواج کند، بچّه‌دار شود، به اهالی روستا کمک کند یا حیواناتش را خریدوفروش کند.